# DX Cancri
DX Cancri – jedna z najbliższych Układowi Słonecznemu gwiazd. Znajduje się ona w gwiazdozbiorze Raka, w odległości ok. 11,8 lat świetlnych od Słońca. Jasność wizualna DX Cancri to zaledwie 14,9m.

## Właściwości fizyczne
DX Cancri jest czerwonym karłem; należy do typu widmowego M6,5V (zob. diagram Hertzsprunga-Russella). Ma masę 0,087 masy Słońca i promień równy 0,11 promienia Słońca. Jest to równocześnie gwiazda zmienna rozbłyskowa.
Jasność tej gwiazdy jest tak mała (0,0000132 jasności Słońca), iż gwiazda ta – choć tak bliska – nie jest widoczna nawet przez lornetkę.